# Dorum
Dorum este o comună din landul Saxonia Inferioară, Germania.